# Розовоглава нака
Розовоглавата нака (Agapornis lilianae) е вид птица от семейство Папагалови (Psittaculidae). Видът е почти застрашен от изчезване.

## Разпространение и местообитание
Разпространен е в Замбия, Зимбабве, Малави, Мозамбик и Танзания.